# Birsa
Birsa es el nombre que según las leyendas recibió la ciudadela fundada por Elisa de Tiro (también llamada Dido) en lo que hoy es un límite del área metropolitana de la ciudad de Túnez. Etimológicamente deriva de «nueva ciudad» en fenicio. La tradición clásica cuenta que Dido edificó una ciudadela fortificada en la extensión que pudo abarcar delimitando un terreno con una piel de toro cortada a tiras, a instancias de los africanos getulos (también denominados zenatas), dueños de aquellas tierras. Birsa se considera, de este modo, la predecesora de Cartago.
Se ha identificado esta ciudadela como la ciudad vieja o acrópolis de Cartago, construida sobre una colina cercana al lago de Túnez en el 814 a. C. y hoy ocupada por la Catedral de San Luis. En época púnica clásica contenía el templo de Tanit, y hacía las funciones de zona comercial y de gobierno.
La ciudadela fue asediada por Publio Cornelio Escipión Emiliano en la tercera guerra púnica y fue conquistada y destruida en el año 146 a. C.
La excavación moderna de la colina de Birsa la efectuó una misión francesa a instancias de la Unesco a partir de 1973, dirigida por Serge Lancel.
Desde 1985 sus ruinas se encuentran enmarcadas dentro de un área protegida de cerca de 600 hectáreas.